# 560 Batalion Rosyjski
560 Batalion Rosyjski (niem. Russische Bataillon 560) – oddział wojskowy Wehrmachtu złożony z Kozaków podczas II wojny światowej.
15 stycznia 1943 r. na okupowanej Ukrainie został sformowany Wschodni Batalion Uzupełnieniowy "Kranz". Na jego czele stanął mjr Kranz. Oddział składał się z czterech kompanii. Wchodził w skład Generalkommando "Witthöft". W listopadzie tego roku przeniesiono go do północnych Włoch, gdzie zwalczał partyzantkę. Wkrótce został przemianowany na Batalion Wschodni "Kranz". Od lutego 1944 r. występował jako 560 Batalion Wschodni. Na pocz. kwietnia tego roku włączono go do 1059 Pułku Grenadierów jako IV Batalion, zaś pod koniec września do 147 Pułku Grenadierów jako III Batalion. 8 lutego 1945 r. przemianowano go na 560 Batalion Rosyjski. Dowódcą był rtm. Karl Jeromin.